# 網吧難民
網吧難民（日语：ネットカフェ難民）是日本傳媒所創造的新名詞。專指一些沒有固定居所，而長期在網吧滯留的人。

## 历史

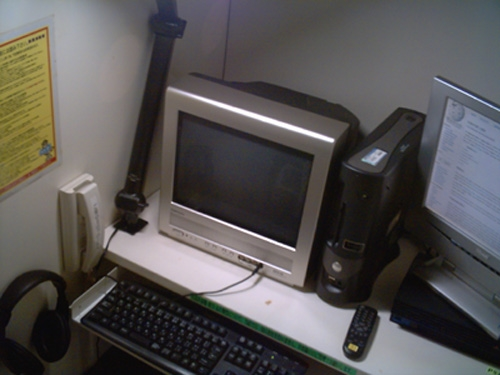
日本網吧的個人用包廂

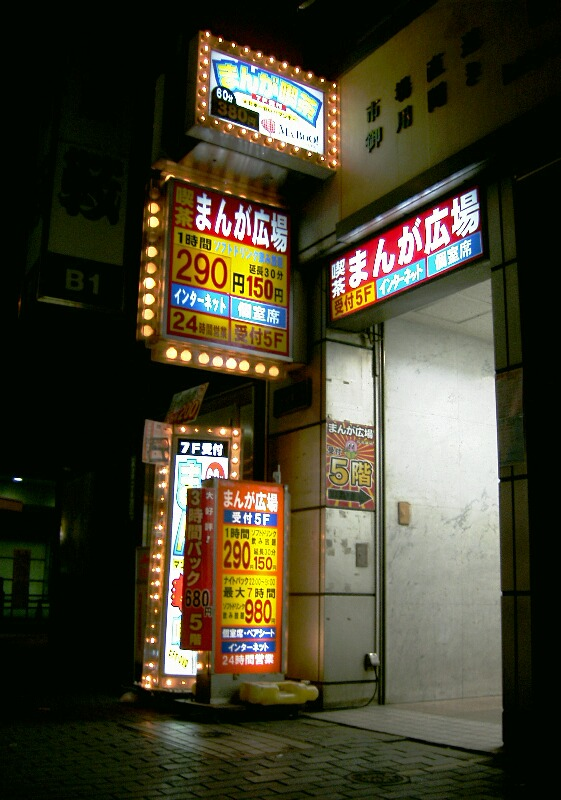
一間在東京都設有「晚間套餐」的網吧

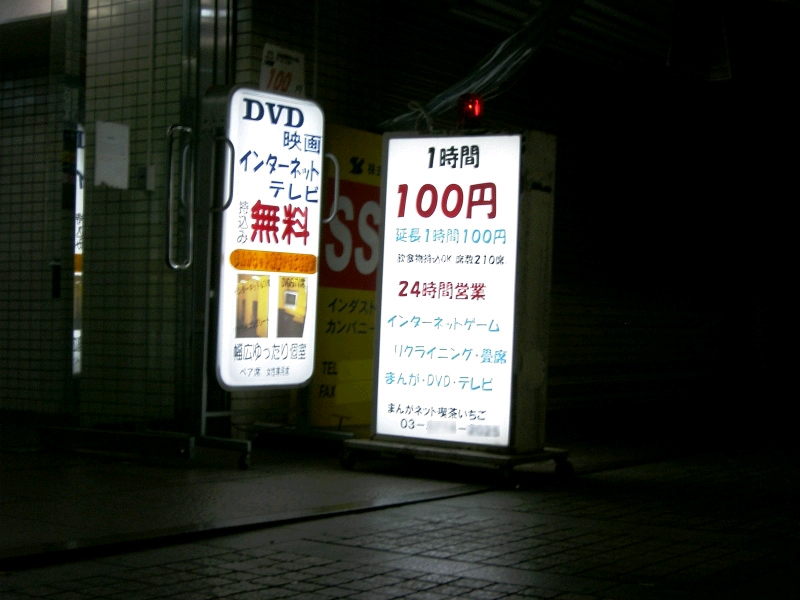
一間位於東京都內每小時100日圓的網咖

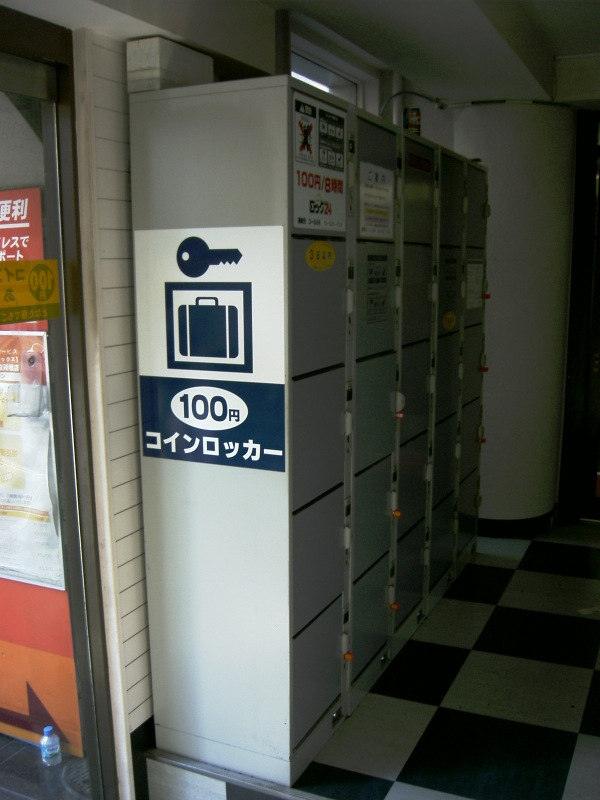
日本常見的出租儲物櫃

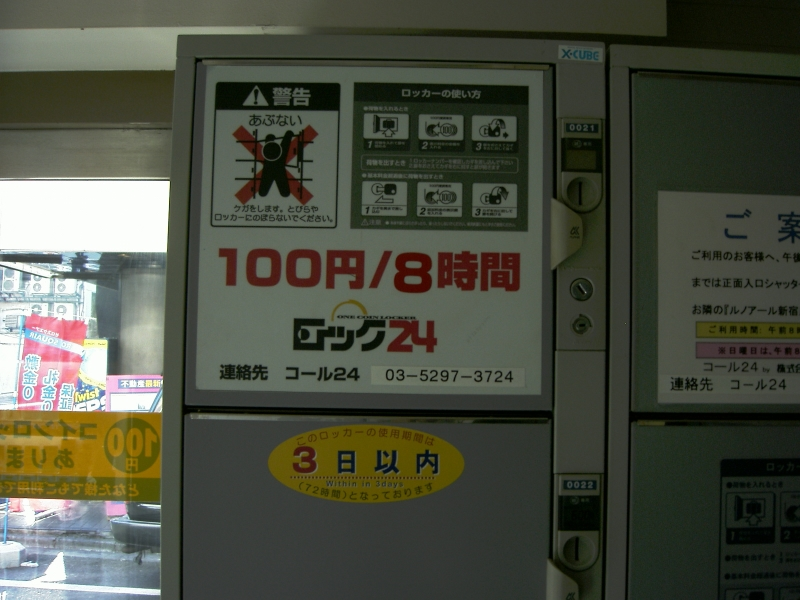
日本常見的出租儲物櫃，100日圓可使用8小時的置物

在日本，網吧難民是指由於各種原因（欠租、家庭理由等），而不能夠再居住於自己的家中或公寓，而轉到24小時營業的網吧或漫画咖啡店度宿的人
。自2007年起，日本的傳媒使用這個名詞去取代露宿者。和一般由於年紀大而求職困難、或沒意欲求職的露宿者不同，很多網吧難民都是有心尋找工作，但只是做一些日薪工作的臨時工。因為有些許的收入，深夜會以網咖等24小時的商店為逗留地點，因而和一般的露宿者又有所分別，日本的傳媒於2007年開始創作了網吧難民一詞。
在人力仲介公司登記之後，利用手提電話的電子郵件通知臨時的派遣地點，從事這類日薪工作的年輕人在2007年前後於日本首都圈有增加的趨勢，經由部份媒體的報導之後，在2007年3月15日日本共產黨的參議員小池晃於厚生勞動委員會中向厚生勞動大臣柳澤伯夫質詢，要求調查日本國內網咖難民的實際情況，對此質詢，柳澤大臣表示「希望檢討可能性與否」的回答。
迄今，日本政府部門尚未對網咖難民進行正式統計，所以這也是厚生勞動省首次表示進行檢討， 厚生勞動省現計劃對日本其中1300間網吧進行調查。 

### 僱用環境的變化
把隨身物品存放置於便宜而且可以長時間出租的車站儲物櫃內，並在晚間特殊時段低價位的網吧裡利用「晚間套餐」便可以使用的個人房間，有些甚至還設有淋浴設備免除了前往澡堂的舟車勞頓，這些都是更容易造成網吧難民出現的社會變化。而泡沫經濟爆破後，自由工作者的增加、企業因減低開支及增加價格競爭力等，務求在日本長期的通貨緊縮經濟中生存，因此減少正職員工而增加聘用派遣職員等的原因，都反映了日本經濟的僱用環境變化。

### 手提電話
對網吧難民的派遣勞動者來說，手提電話是不可缺欠的工具。因接受工作、到達工作地點、完成工作、新工作的確認等都要利用手提電話。也有只使用網咖電腦來通訊的人。
2000年代以後，使用電子郵件傳送每月帳單（即電子帳單）的日本電訊公司出現後（例如：NTT DoCoMo的「e Billing」服務），即使沒有固定居所，只要在申請服務時有地址證明等，即使日後成為網吧難民，電話服務也不會被取消。除此以外，沒有申請過服務，只要有身份證明文件便可使用的預付式手提電話也是另一個選擇。

### 不能提供固定收入的日薪工作
1980年代至1990年代，自由工作者租比較便宜的公寓就能維持生活，但是對於日薪的自由工作者來說，每月數萬日圓的租金、水電費等都是不容易賺取的數目。由於不能確保每天都有工作，日薪工作的薪金就用來確保當天的生活。網吧除了有大沙發座位，是休息的地方外，免費的飲品可以補充能量，電視、互聯網、漫畫等也可保持和文化和資訊的接觸。
在2000年代後期增加的24小時營業快餐店中，對沒有找到工作而度過晚上的人，也有和網民難民相似的稱呼，被稱為「麥難民」。因此，這些人們的度宿地方不只網吧。或是便利超市、洗衣店等等任何能夠在晚間暫居的地方都能成為網咖難民的臨時住所。

### 網吧難民的違法行為
據日本NNS電視節目的網吧難民特輯所說，利用網上拍賣炒賣門票的黃牛黨，有一部份也是網吧難民。也有網吧難民偷取遊戲軟件、DVD影片轉售圖利。

### 社會衛生問題
於2006年，東京發現有13人在網吧中感染到肺結核，當局懷疑病源是網吧難民。政府發言人表示：「這種現象在衛生、勞工和福利方面引發了許多問題。問題是我們還不能確切地知道，網吧裏有多少無家可歸者，政府該如何干預。」

## 日本以外
在台灣以及中国大陆部分地区，線上遊戲盛行，因此有些沉迷線上遊戲者以及逃家逃學的青少年，會長期在網咖滯留打線上遊戲，以變賣線上遊戲所得到的虛擬寶物維生。而中国大陆部分网吧也会与相应的餐饮业联合提供饮食给顾客。
除去学生之外，在深圳三和人才市场附近也有一批年轻人，只参加短期日结的工作，以收入所得生活在网吧里。人称“三和大神”。